# Lumber
Lumber eller Lum var enligt västgötalagens lagmanslängd från 1240-talet Västergötlands förste lagman: "Fyrsti war lumbær". Enligt lagmanslängden skall han ha utformat en stor del av västgötarnas gamla lagar, och man talade därför om Lums lag. "Han var född", tilläggs det, "i Vangum" (i Norra Vånga socken) "och där ligger han i en kulle, ty han var hedning".
I Norra Vånga finns två högar, varav den ena kallas Lumbers hög. Enligt sägnen skall han ligga begravd i högen. Lumbers hög är ungefär 25 m i diameter och 4 m hög och ligger strax väster om landsvägen, som går åt nordnordöst från Vånga by. Den andra högen är mycket mindre, ligger 150 m östsydöst om Lumbers hög och kallas Lusse hög eller Lurs hög.
Lumber gav namn åt Lumberskolan i Vara kommun, sedermera utvecklad till Lagmansgymnasiet.

## Lum eller Lumber?
Namnets äldre form är Hlumr eller Hlummr och är känt från danska ortnamn. Det är ett öknamn, med betydelsen ”årskaft” eller ”rulle att dra upp skepp på land på”. B:et hör inte till ordstammen. Inledande h- försvann i svenskan på slutet av 1100-talet.
 Ändelsen –r i Hlumr eller –ær i Lumbær eller –er i Lumber markerar nominativ (grundform) och finns inte i andra kasus, som i genitiv ”Lums lagh”. På samma sätt står i lagmanslistan att den tolfte lagmannen var Algutær, och att den femtonde var Sigtryggær, Alguz sun. Nominativändelsen har fallit bort i modern svenska och namnen återges därför på nusvenska som "Algot" och "Sigtrygg".
Den förste lagmannens namn har relativt konsekvent skrivits Lum i vetenskaplig litteratur under 1900-talet. Formen ”Lumber” är å andra sidan väl etablerad i mer populärvetenskaplig litteratur.